# Milena Linhartová
Milena Linhartová (18. října 1900 Praha – 14. října 1989 Praha) byla česká historička, archivářka a významná editorka dokumentů.

## Život
Středoškolská studia absolvovala na Státním dívčím reálném gymnasium v tehdejších Královských Vinohradech. Po maturitě začala studovat historii a pomocné vědy historické na Filozofické fakultě Univerzity Karlovy. Zde dne 27. února 1924 získala titul doktor filozofie (PhDr.). V letech 1920–1923 studovala rovněž na Státní archivní škole. V začátcích své profesní dráhy působila jako pomocná vědecká síla v Archivu země České a roku 1927 pracovala také v rukopisném oddělení tehdejší Národní a univerzitní knihovny. Mezi lety 1928–1954 byla pracovnicí Československého státního historického ústavu. V časech nacistické okupace se spolupodílela na vedení Československého historického ústavu a po roce 1945 byla sama pověřena jeho vedením.

## Dílo
Jejím životním dílem bylo vydávání zpráv nuncia Antonia Caetaniho z let 1607–1611, jež byly výsledkem jejího archivního výzkumu v italských, především římských archivech. Zprávy Antonia Caetaniho z let 1607–1611 byly vydány tří svazkově v rámci edičního podniku Epistulae et acta nuntiorum apostolicorum apud imperatorem 1592–1628, Antonii Caetani nuntii apud imperatorem epistulae et acta 1607–1611, I–III., (1932, 1937 a 1940). Z materiálu získaného v rámci průzkumu italských archivů vznikla též studie s názvem Jednání o příchodu kardinála Milína do Prahy r. 1608, publikovaná ve sborníku Jana Bedřicha Nováka roku 1932.
Po tragicky zesnulém řediteli Československého státního historického ústavu prof. Bedřichu Mendlovi převzala pokračování edice Regesta diplomatica nec non epistolaria regni Bohemiae et Moraviae, a to pro období vlády Karla IV. (doba let 1355–1363). M. Linhartová podrobným heuristickým výzkumem doplnila Mendlem připravený materiál, opatřila ho úvodem a celkově připravila k vydání poslední svazek VI. (1954) a  pět svazků VII. dílu českého regestáře (1954, 1955, 1958, 1961 a 1964).